# 芒梁高速公路
芒市－梁河高速公路，简称芒梁高速，是《云南省道网规划修编（2016～2030年）》规划修建的一条省级高速公路，位于云南省西部，起于芒市户育，连接龙瑞高速、瑞孟高速，终点在梁河县桥头村，连接腾陇高速。芒梁高速已于2018年开工建设，计划2021年完工。

## 道路数据
芒梁高速公路主线长68.39公里，支线长7.17公里，估算投资106.59亿元。全线为双向四车道，设计速度80千米/时，路基宽25.5米，共设置桥梁79座计22.5公里，其中特大桥2座2,174米；隧道44座25.33公里，其中特长隧道3座12,519米，中隧道6座4,012米。
芒梁高速为PPP模式出资，由德宏州人民政府与中冶交通建设集团签约建设。

## 建设
2017年3月30日，芒梁高速在“德宏州第一季度重点项目集中开工仪式”中举行奠基仪式。2018年11月28日，梁河段举行开工启动仪式。在完成各项手续、明确投资主体后，2018年12月20日，芒梁高速举行仪式正式开工建设，实现全线全面开工。